# جیمز پی گوردون
 جیمز پی گوردون (انگلیسی: James P. Gordon؛ زاده ۲۰ مارس ۱۹۲۸ درگذشته ۲۱ ژوئن ۲۰۱۳) یک فیزیک‌دان اهل ایالات متحده آمریکا بود.